# 仏鑑慧懃
仏鑑慧懃（ぶっかん えごん）は、宋で活動した臨済宗楊岐派の禅匠である。楊岐下4世。大平山興国禅院に住したことから大平慧懃とも。

## 生涯
嘉祐4年（1059年）、舒州で誕生した。俗姓は汪氏。五祖法演の法を嗣ぎ、舒州大平山興国禅院住持となった。政和元年（1111年）、徽宗の勅命により東都智海寺住持となる。さらに蔣山霊谷寺に移り、政和7年11月8日（1117年12月3日）に沐浴更衣して坐脱した。詔して仏鑑禅師の号を賜る。圜悟克勤・仏眼清遠とともに東山の三仏と称揚された。法嗣は文殊心道・何山守珣・祥符清海ら10名が伝わる。